# Gunder Hägg-stadion
Le Gunder Hägg-stadion (ancien Gavlestadion, jusqu’en 2007) est un stade d’athlétisme situé à Sätra dans la commune de Gävle.

## Histoire
Il a été inauguré en 1984. Il porte le nom de Gunder Hägg, un athlète suédois mort en 2004.